# Adrien de Gerlache
Adrien de Gerlache de Gomery (Hasselt, 1866. augusztus 2. – Brüsszel, 1934. december 4.) belga tengerész, felfedező. 1895-ben Grönland keleti partjainál hajózott. 1898-99-ben antarktiszi útjánál a Belgica gőzhajó parancsnoka, első tisztje pedig Roald Amundsen volt. Felkutatták a Palmer-földet, melyről bebizonyosodott, hogy valójában szigetcsoport. A Bellingshausen-tengeren befagytak a jégbe, így kénytelenek voltak ott áttelelni. Közben meteorológiai, földrajzi, mágnesességi méréseket végeztek. 1899 márciusában szabadultak a jég fogságából. 1901-ben Gerlache vezette a Perzsa-öbölbe tartó belga-francia kutatócsoportot.